# Jules Blancsubé
Marie Jules Blancsubé (* 11. Dezember 1834 in Gap, Hautes-Alpes; †  1. März 1888 in Paris) war ein französischer Rechtsanwalt, Publizist und Politiker, der hauptsächlich in der Kolonie Cochinchina tätig war.

## Leben
In seiner Jugend besuchte er ein Priesterseminar, wandte sich dann aber entschieden vom Katholizismus ab und studierte Rechtswissenschaft. Nachdem er einige Zeit in Marseille gearbeitet hatte, wanderte er 1863/64 in die gerade erst eroberte Kolonie Cochinchina (heute südliches Vietnam) aus und etablierte sich in Saigon als Anwalt. Er gründete hier auch die Freimaurerloge Le Réveil d’Orient, um dem wachsenden Einfluss der katholischen Kirche in der Kolonie entgegenzuwirken.
Neben seiner Anwaltstätigkeit schrieb er Bücher und gab die Zeitung Le Mékong (später L’Indépendant) heraus, in der er regelmäßig die Machtfülle der Militärgouverneure kritisierte und stattdessen die Wahl eines Kolonialrates forderte, welcher insbesondere in Finanzfragen die Entscheidungsgewalt besitzen sollte. Seine Forderungen fanden viel Unterstützung unter den französischen Siedlern und wurden schließlich nach und nach umgesetzt. Von 1874 bis 1876 amtierte Blancsubé zunächst kommissarisch als Bürgermeister von Saigon; 1879 wurde er dann ordentlich ins Bürgermeisteramt gewählt. Während dieser Zeit war er auch als Berater des kambodschanischen Königs Norodom tätig.
Als Bürgermeister setzte er sich sofort für eine Repräsentation der Kolonie in der französischen Nationalversammlung ein und hatte damit bereits im folgenden Jahr Erfolg. 1881 fanden die ersten Wahlen statt, bei denen er mit absoluter Mehrheit zum Vertreter Cochinchinas in der Abgeordnetenkammer (dem Unterhaus) gewählt wurde. Dort äußerte er sich hauptsächlich zur Kolonialpolitik und stimmte meist mit der Fraktion Union républicaine. Er sprach sich als Republikaner für den Tonkin-Feldzug aus, um – so seine Begründung – die tonkinesische Bevölkerung vor der Aggression der Mandarine der Nguyễn-Dynastie zu schützen. Daneben plante er die Erschließung des oberen Mekong-Tales durch Bau einer Eisenbahn und Einrichtung eines Konsulats im laotischen Luang Prabang bei gleichzeitig kompromisslos-energischem Vorgehen gegen Siam. Im Mai 1885 nahm Blancsubés politische Karriere schweren Schaden, da bekannt wurde, dass er und vier andere Franzosen König Norodom bei einer Intrige gegen französische Staatsinteressen unterstützt und Bestechungsgelder angenommen hatten.
Er wurde dennoch im Oktober 1885 wiedergewählt, starb aber überraschend 1888. Sein Nachfolger wurde zunächst kurzzeitig Henry Ternisien (der ebenfalls in die Kambodscha-Affäre verstrickt war), bevor 1889 der ehemalige Gouverneur Charles Le Myre de Vilers das Amt übernahm.